# Antonio Battista
Antonio Battista (Campobasso, 10 febbraio 1957) è un politico italiano, esponente del Partito Democratico e sindaco di Campobasso dal 2014 al 2019, oltreché  presidente della provincia di Campobasso dal 2016 al 2019.

## Biografia
Alle elezioni amministrative del 1995 è stato eletto consigliere comunale di Campobasso con il Partito Popolare Italiano, dove ha ricoperto l'incarico di Presidente della Commissione Trasporti, traffico e verde pubblico.
Rieletto amministrative del 1999, con il sindaco di Campobasso Augusto Massa, ha ricoperto la carica di assessore alle politiche sociali.
Alle amministrative del 2004, candidato con La Margherita, viene rieletto e chiamato dal sindaco Giuseppe Di Fabio a ricoprire l'incarico di assessore al bilancio e al patrimonio.
Alle amministrative del 2009 viene rieletto con il Partito Democratico (PD), di cui è stato anche capogruppo del consiglio comunale di Campobasso.
Dal 2011 al 2014 è stato segretario dell'organizzazione del PD Molise, sotto il segretario regionale Danilo Leva.
Alle elezioni amministrative del 25 maggio 2014 si è candidato a sindaco di Campobasso, dove viene eletto al primo turno, raccogliendo il 50,01% dei voti con 15.374 voti.
Il 1º settembre 2016 viene eletto presidente della provincia di Campobasso con il 73,9% delle preferenze attraverso il meccanismo del voto ponderato, a seguito della riforma che ha trasformato le Province in enti di secondo livello nei quali gli organi di governo vengono eletti da sindaci e consiglieri dei comuni.
In vista delle elezioni primarie del PD del 2019, firma un appello assieme ad altri sindaci (compreso lui 200) a sostegno della mozione "Piazza Grande" di Nicola Zingaretti, presidente della Regione Lazio dal 12 marzo 2013, candidato con la carriera amministrativa più lunga alle spalle, che risulterà vincente con il 66% dei voti.
Si ricandida nel 2019 per le elezioni amministrative ma si piazza al terzo posto con il 25,85% dei voti non riuscendo ad arrivare al ballottaggio, nel quale si impone il candidato del Movimento 5 Stelle Roberto Gravina. Da quel giorno decade da presidente della provincia e gli succede la vicepresidente Simona Contucci.